# Scheveningsebrug

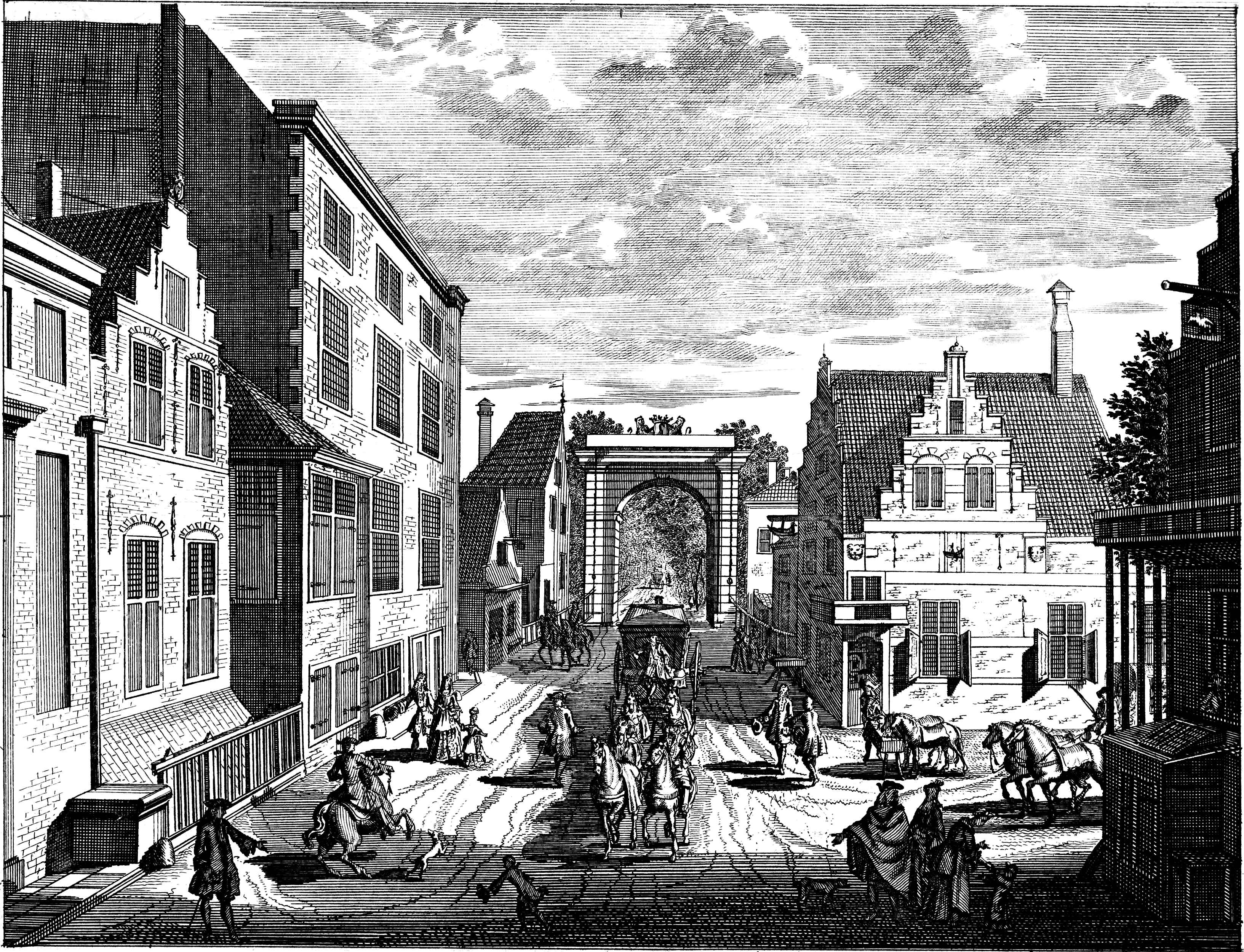
Gesight van de Schevelingse Brug komende uyt het Noordende. Daniël Marot, circa 1700

Scheveningsebrug is de naam van een brug in het noordwesten van de historische stadskern van Den Haag. Deze brug is de verbinding van het Noordeinde over de Noord Singelsgracht naar de Zeestraat. In het verleden werd de brug ook vaak de Noord-Valbrug en de Noordeinde Brug genoemd.

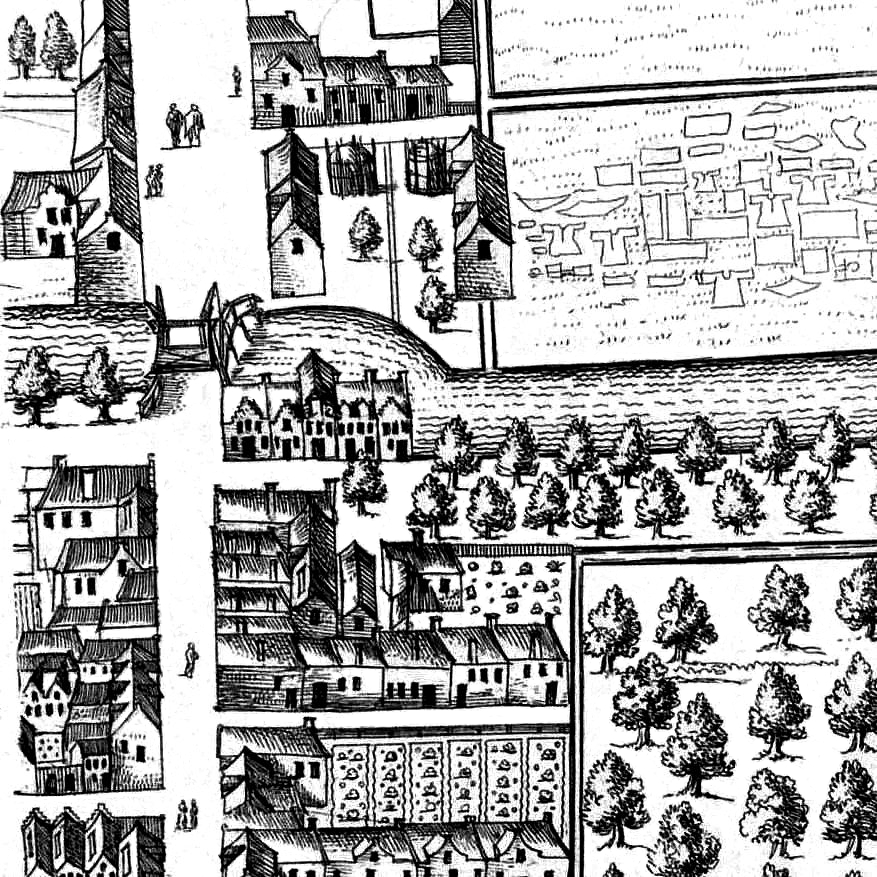
Omgeving Scheveningseveer. Cornelis Elandt, 1660

## Voorgeschiedenis

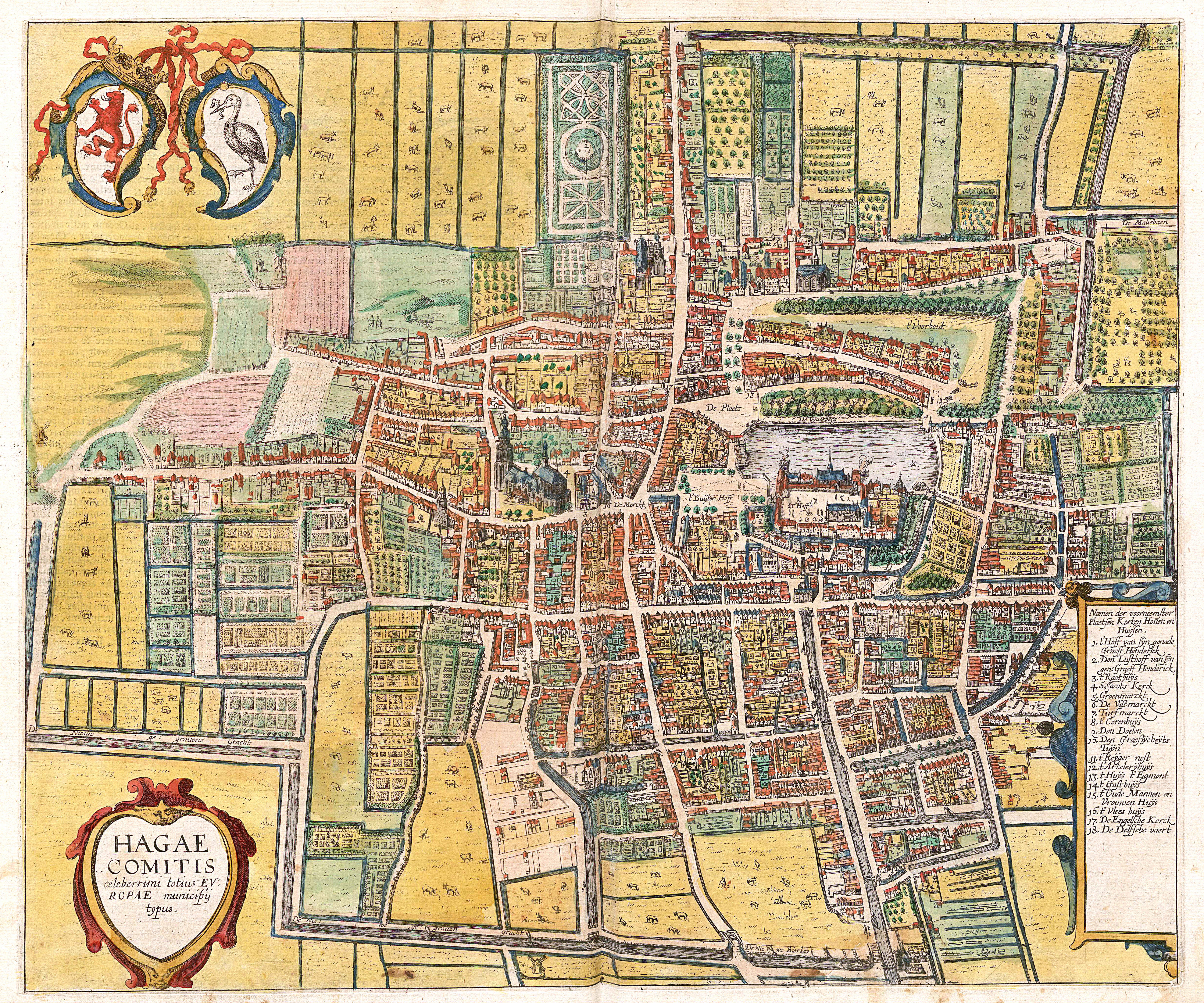
Kaart van Den Haag uit 1618 waarop het onvoltooide grachtenstelsel te zien is. (Georg Braun en Frans Hogenberg)

Het Noordeinde was tot in de negentiende eeuw de hoofdtoegang tot Den Haag voor verkeer van- en naar het dorp Scheveningen. Dit verkeer betrof onder meer het vervoer van verse vis. De route die leidde naar Scheveningen gaat waarschijnlijk terug tot de Romeinse tijd, wat onder meer blijkt uit de aanwezigheid van een klein Romeins fort. Het middeleeuwse dorp Den Haag bezat geen omringende grachten of stadsmuren en was daardoor een gemakkelijke prooi voor aanvallen. In 1528 wordt Den Haag geplunderd door troepen van krijgsheer Maarten van Rossum. In de jaren daarna worden plannen voor een ommuring gemaakt, maar nooit uitgevoerd. In de beginjaren van de Tachtigjarige Oorlog wordt Den Haag herhaaldelijk geplunderd door de Spanjaarden en in 1573-1574 dient het dorp tijdens het beleg van Leiden als hoofdkwartier van de Spaanse troepen. Nadat in 1580 het Delftse voorstel om het onverdedigbare Den Haag af te breken is afgewezen door de Staten Generaal, wordt besloten om het dorp te herstellen en klaar te maken voor de terugkeer van de Staten Generaal, die voor de Spanjaarden was uitgeweken. Vanaf 1585 zullen zij weer in Den Haag vergaderen en ook de stadhouder vestigt zich dan op het Binnenhof.

## Vestingwerken
In deze tijd wordt als aanzet voor vestingwerken Den Haag grotendeels omgeven door grachten. Van een complete omringing door brede grachten was toen nog maar deels sprake. Op sommige plekken werden reeds bestaande sloten die een functie hadden voor de afwatering van omliggende landerijen, enigszins verbreed. Dat was ook het geval bij wat later de Noord Singelsgracht zal worden genoemd. Deze was gelegen aan de noordwestzijde van het dorp. Stadhouder Prins Maurits laat in 1603 een nieuw plan voor vestingwerken maken en rond 1610 wordt daartoe het grachtenstelsel rond Den Haag verder uitgebreid. Het stelsel van reeds aangelegde grachten en sloten werd verder verbeterd. Bestaande grachten werden verbreed, verdiept en toegangswegen werden voorzien van ophaalbruggen. De aanleg van de bij het plan horende vestingmuren zou echter nooit plaatsvinden.

## De Noord-Valbrug

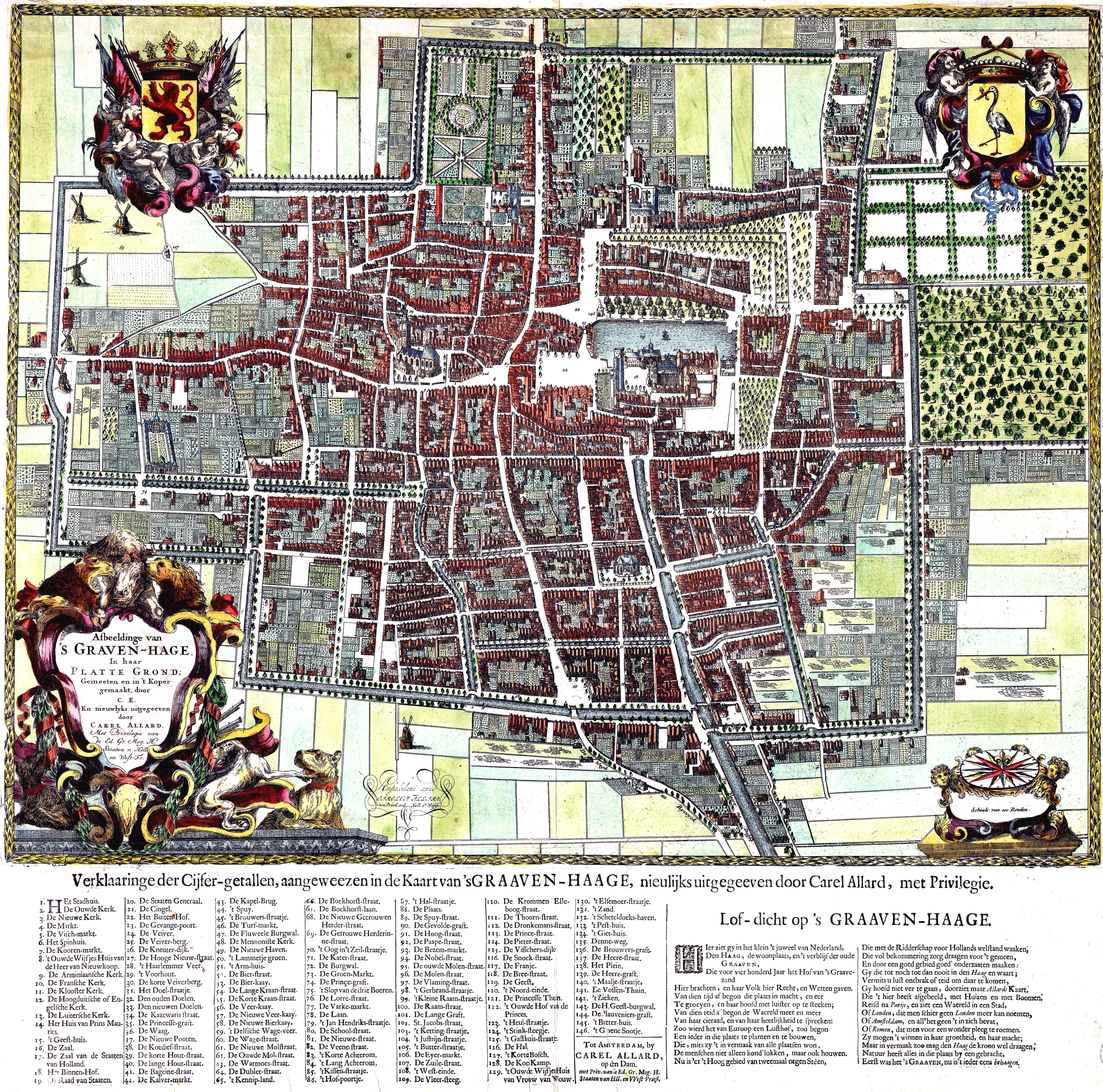
Kaart van Den Haag uit 1666. Het grachtenstelsel is voltooid. (Cornelis Elandt)

De Noord Singelsgracht staat nog niet afgebeeld op een plattegrond van Den Haag uit 1598, gemaakt door Jacob de Gheyn. Op een kaart van Cornelis Bos uit 1616 is te zien dat de Noord Singelsgracht niet verder strekt dan tussen Denneweg en het Noordeinde. Ook op een kaart uit 1618 van Georg Braun en Frans Hogenberg is dat ook nog het geval. Rond dat jaar werd de gracht doorgetrokken vanaf het Noordeinde langs wat later de Noordwal zou worden, richting het huidige Piet Heinplein. Een brug was tot deze tijd niet nodig geweest; het verkeer kon immers zonder belemmering van Noordeinde naar de Zeestraat (toen nog Scheveningseweg geheten) gaan en vandaar verder over de Scheveningseweg naar Scheveningen.
Op een kaart uit 1632 van Marcus Zuërius van Boxhorn is de voltooide Noord Singelsgracht te zien. Bij de aanleg van de nieuwe gracht zal direct zijn voorzien in een ophaalbrug (valbrug). Want het verkeer van- en naar Scheveningen was van groot belang voor de vishandel. De houten valbrug werd rond 1850 vervangen voor een stenen, vaste brug en in de 20e eeuw door de huidige brug.

## Directe omgeving

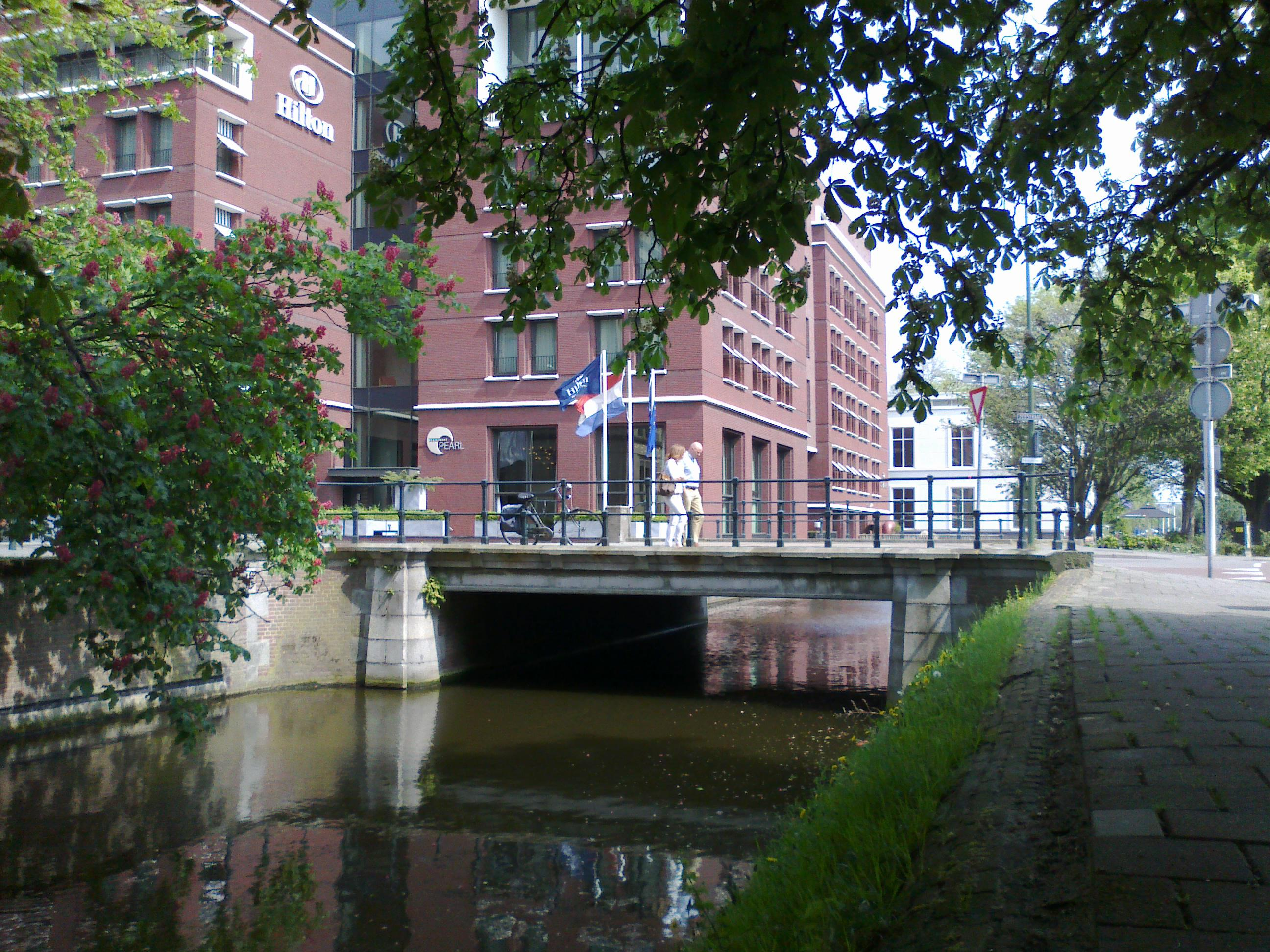
Scheveningsebrug in 2014

Vóór de valbrug over de Noord Singelsgracht bevond zich sinds de zeventiende eeuw (aan de dorpszijde) een kort zijstraatje, waar een herberg, smederij, stallen en enkele huizen stonden. Dit straatje, met bebouwing waarvan aan de ene kant de achterzijde grensde aan het water en aan andere kant aan de dorpszijde, heet nog steeds het Scheveningseveer. Over de brug, buiten het dorp gelegen, bevonden zich enkele huisjes en een textielblekerij met bleekveld. Iets verderop langs de huidige Zeestraat stond al sinds de 14e eeuw de Noordmolen, oorspronkelijk een grafelijke banmolen.
In de 17e eeuw werd het pad, dat nu onderdeel is van de Zeestraat en de Scheveningseweg, naar een plan van Constantijn Huygens verhard en recht gelegd. Hierna begonnen de huizen een voornamer karakter te krijgen. Het arbeidersvolk dat hier lang had gewoond en gewerkt begon plaats te maken voor een deftiger publiek. Een notabele omwonende was de regent Willem van Hogendorp die in 1769 met zijn gezin ging wonen in een huis op de hoek Scheveningsebrug en het Noordeinde. Hij was de vader van staatsman Gijsbert Karel van Hogendorp, die waarschijnlijk als kind bij de Scheveningsebrug zal hebben gespeeld.
In de 20e eeuw veranderde de omgeving drastisch. De huisjes langs het water aan het Scheveningseveer werden afgebroken en aan de overkant verrezen grote kantoorgebouwen van post- en telefoonbedrijf PTT. In de 21e eeuw is de PTT verdwenen en wordt het stadsbeeld onder meer bepaald door een groot hotel dat zich hier heeft gevestigd.